# Nikolaus Dietrich Giseke

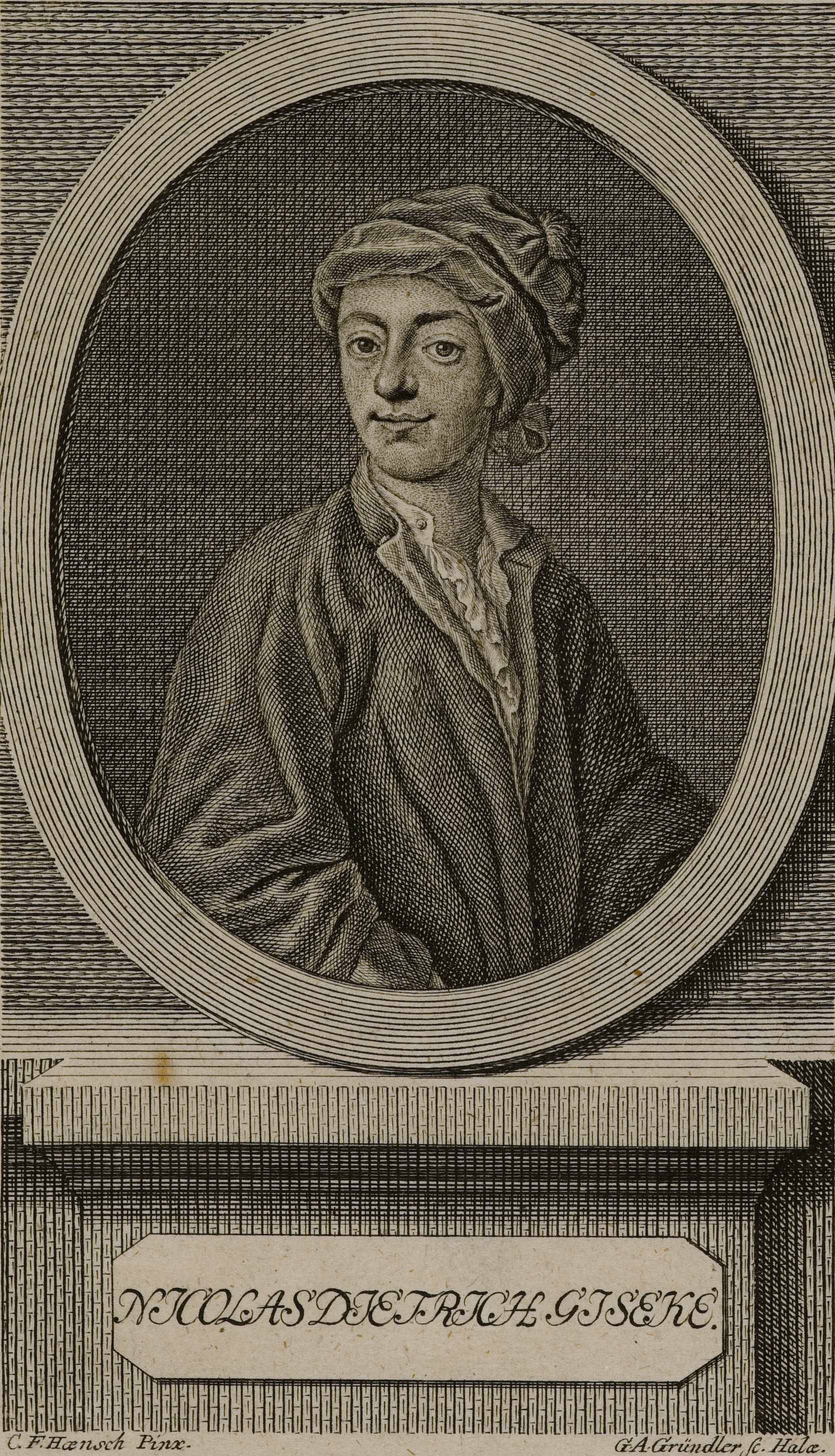
Nikolaus Dietrich Giseke, Kupferstich von Gottfried August Gründler

Nikolaus Dietrich Giseke (* 2. April 1724 in Nemescsó (dt. Tschobing) bei Kőszeg (dt. Güns), Ungarn; † 23. Februar 1765 in Sondershausen) war ein deutscher Schriftsteller. Der ursprüngliche Nachname soll „Köszeghi“ gewesen sein.

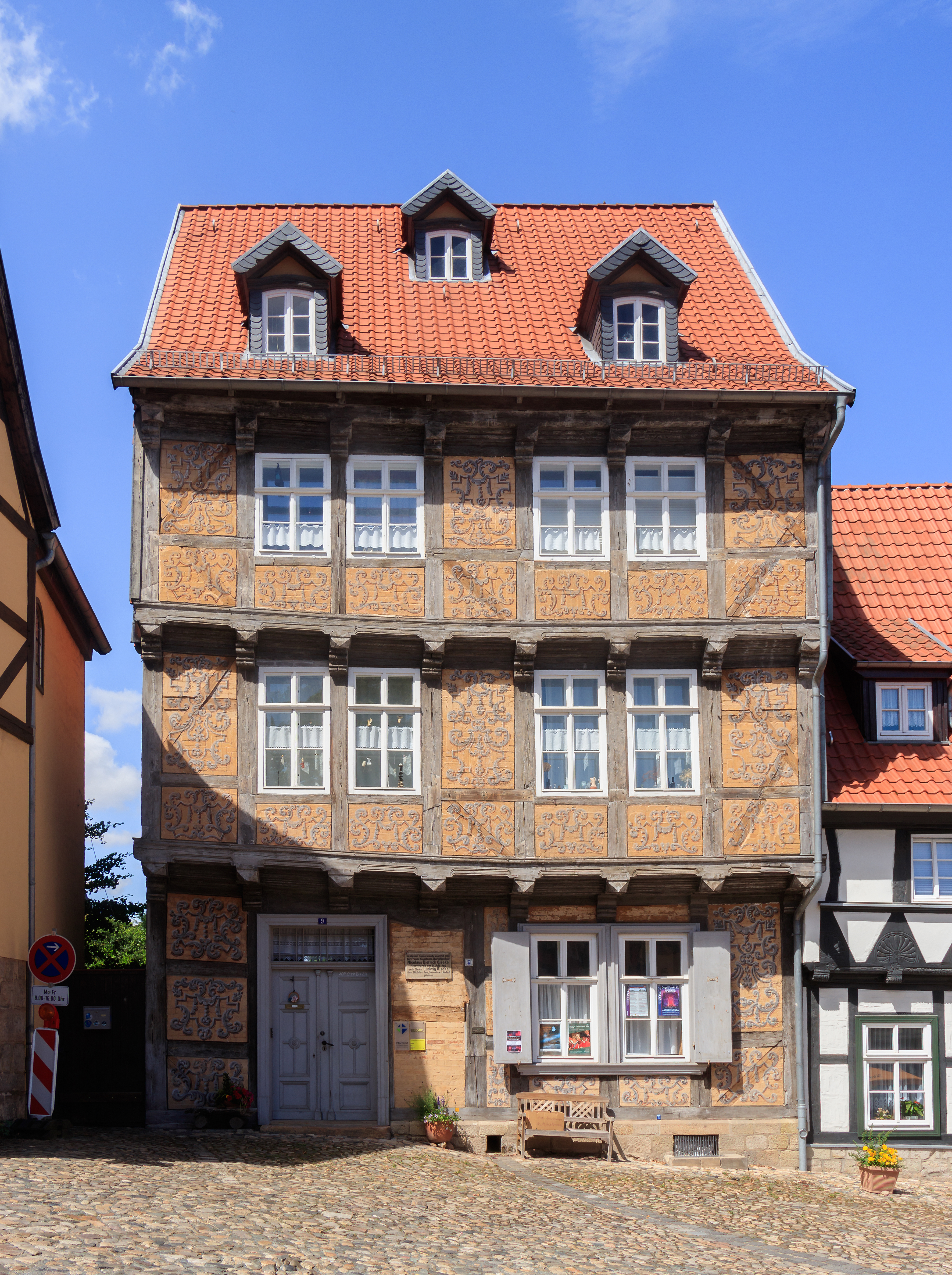
Schloßberg 9; Wohnhaus Gisekes in Quedlinburg

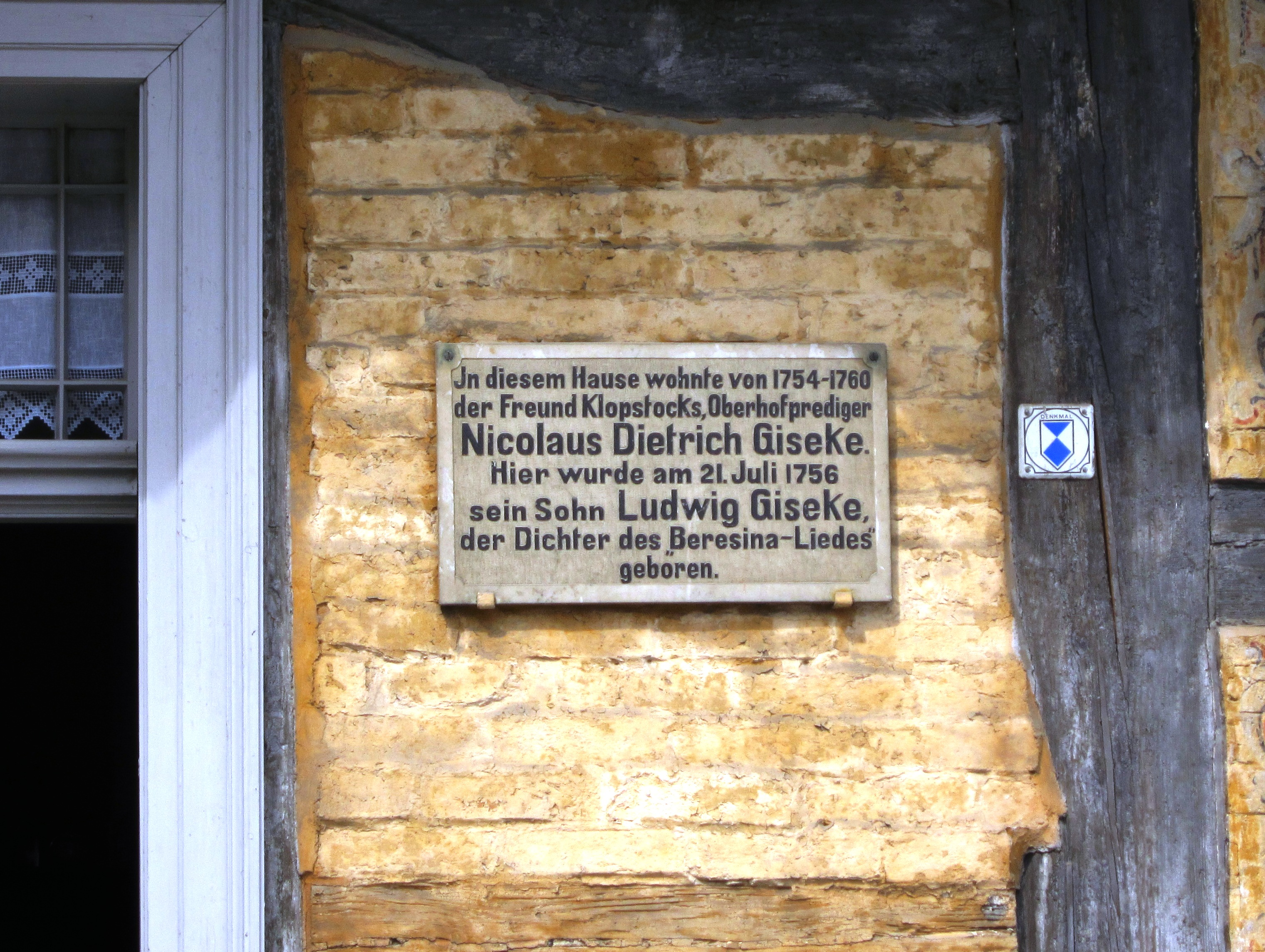
Gedenktafel am Haus

## Leben
Giseke stammte von deutschen Eltern. Seine Eltern waren der Pfarrer Paul Giseke (1686–1724) und dessen Ehefrau Catharina Krahmer († 1745). Er kam nach dem Tod seines Vaters in die Heimatstadt seiner Mutter: Hamburg. Dort besuchte er mit Unterstützung von wohlhabenden Männern das Johanneum und anschließend das Akademische Gymnasium. Zum Studium der Theologie ging er an die Universität Leipzig.
1753 wurde Giseke als Prediger nach Trautenstein berufen, und bereits im darauffolgenden Jahr kam er als Hofprediger an den Quedlinburger Dom. Von 1754 bis 1760 wohnte er im Quedlinburger Haus Schloßberg 9. 1760 wurde Giseke zum Superintendenten und Konsistorialassessor in Sondershausen ernannt. Dieses Amt konnte er nur wenige Jahre ausüben, da er bereits am 23. Februar 1765 kurz vor seinem 41. Geburtstag dort starb.
Der Schriftsteller Friedrich Gottlieb Klopstock setzte 1767 Giseke im zweiten Lied seines Liederzyklus Wingolf ein Denkmal der Freundschaft. Der Schriftsteller Karl Christian Gärtner veröffentlichte im selben Jahr Gisekes „gesammelten Werke“.
Gisekes lyrische, erzählende und didaktische Gedichte gehören zu jenen Dichtungen des Kreises der Bremer Beiträge, welche für die ersten Regungen wahrhafter, wenn auch schüchterner und überaus mäßiger Empfindung einen leichten, fließenden Ausdruck fanden. Der Schriftsteller Johann Karl Wezel wurde von Giseke maßgeblich gefördert und unterstützt.

## Familie
Giseke heiratete im Jahr 1753 in Gerdau bei Uelzen Johanne Cathrina Eleonore Cruse (1726–1804), eine Tochter des Pastors und Schriftstellers Gottlieb Cruse (1692–1761). Das Paar hatte vier Söhne und eine Tochter, weitere fünf Kinder sind früh verstorben. Zu seinen Kindern zählen:
- Friedrich Auguste Karl (* 16. Dezember 1754; † 10. Mai 1843), Justizrat ⚭ 1787 Frederike Luise Pfaff († 6. Februar 1830)
- August Ludwig Christian (* 21. Juli 1756; † 17. April 1832), der Dichter des Beresinaliedes
- Johanne Marie Christiane (* 12. Mai 1759) ⚭ Georg Carl Ludwig Gottschalk, Hofrat in Sondershausen
- Carl Günther August (* 5. März 1761; † 17. März 1783)
- Ernst Johann Ludwig Otto (* 4. Februar 1763; † 10. Juni 1838), Superintendent und Konsistorialrat ⚭ 1793 Johanne Christine Keßler

Der Journalist und Schriftsteller Heinrich Ludwig Robert Giseke und der Minister Freiherr Albrecht Otto von Giseke (1822–1890) waren Urenkel von Nikolaus Dietrich Giseke.

## Werke (Auswahl)
- Des Herrn Nicolas Dietrich Giseke Poetische Werke hrsg. von Carl Christian Gärtner. Braunschweig 1767. Digitalisat.